# Pteropus neohibernicus
Pteropus neohibernicus — вид рукокрилих, родини Криланових.

## Поширення, поведінка
Країни поширення: Індонезія, Папуа Нова Гвінея — о. Нова Гвінея, Архіпелаг Бісмарка, острова Раджа Ампат, й один запис із о. Терсді (Австралія). Зустрічається від рівня моря до 1400 м над рівнем моря. Цей вид дуже товариський і лаштує сідала кількома тисячами особин. Були виявлені в кронах дерев. Проживає в тропічних лісах. Самиця народжує одне дитинча.

## Загрози та охорона
Як видається, немає серйозних загроз для цього виду. Може виявитися під загрозою локалізованого полювання на їжу протягом більшої частини свого ареалу. Цей вид зустрічається в багатьох охоронних територіях.